# Liste der Lieder von Nightwish

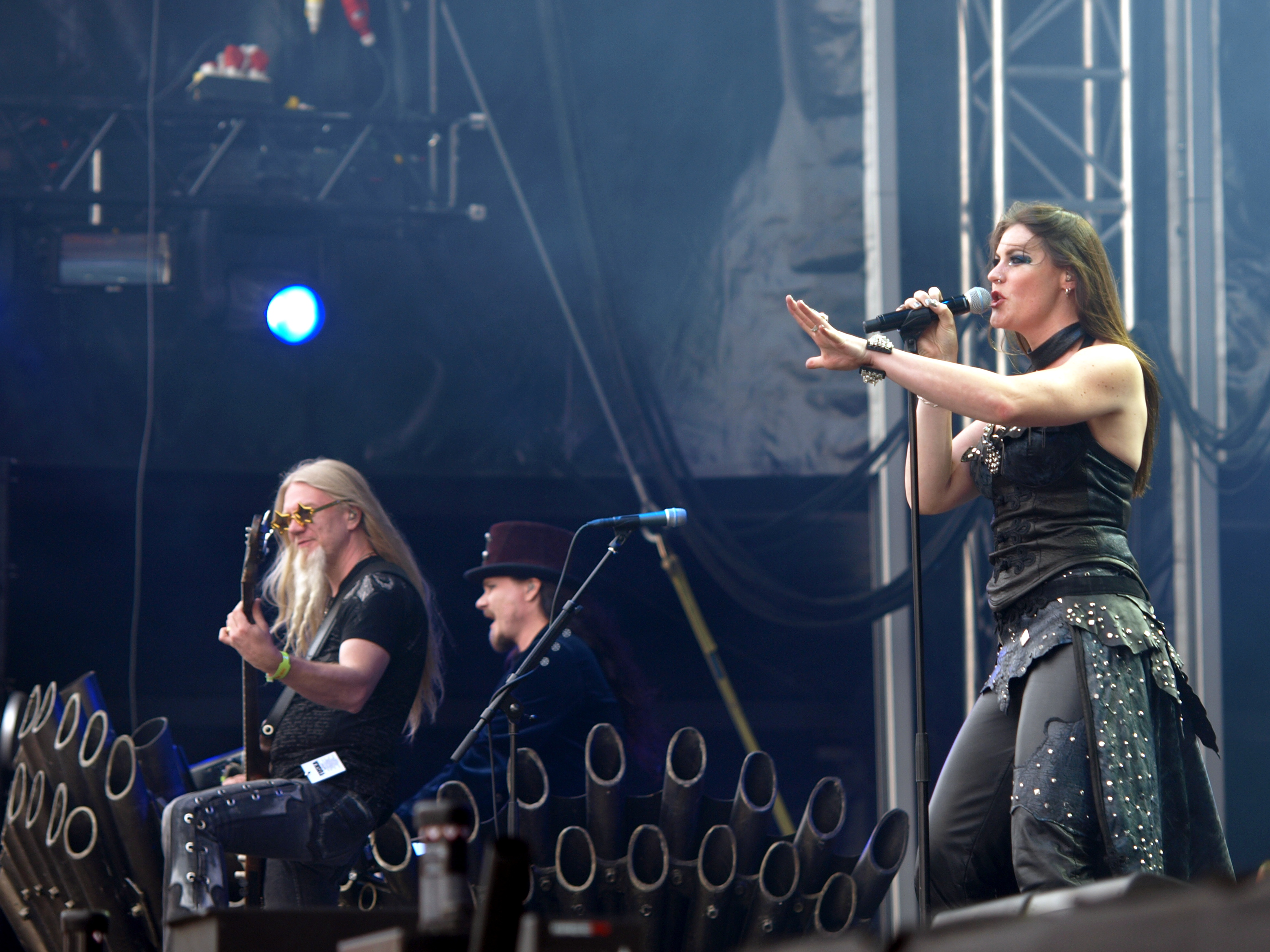
Nightwish auf dem Tuska Open Air 2013

Dies ist eine Liste der aufgenommenen und veröffentlichten Lieder der finnischen Symphonic-Metal-Band Nightwish. Die Reihenfolge der Titel ist alphabetisch sortiert. Sie gibt Auskunft über die Urheber und auf welchem Tonträger die Komposition erstmals zu finden ist, zudem finden sich bei einigen der Titel Anmerkungen zur Entstehung. Die Liste enthält zudem Coverversionen von Songs anderer Musiker, die von Nightwish neu aufgenommen und interpretiert wurden.

## Übersicht
Diese Liste umfasst alle Stücke, die die Band Nightwish seit ihrer Gründung 1996 veröffentlicht und interpretiert hat. Die überwiegende Mehrzahl aller Stücke sind auf den insgesamt zehn offiziellen Studioalben Angels Fall First (1997) bis Human. :II: Nature. (2020) zu finden, zudem wurden Liveaufnahmen mit in die Liste aufgenommen. In einigen Fällen erschienen einzelne Titel eines Albums bereits vorab als Singles, in diesen Fällen werden sie den jeweiligen Alben zugeordnet.

## Erläuterungen zur Liste
In den Spalten der Tabelle sind neben dem Titel des Musikstücks, den Namen der Autoren und dem Titel des Albums (oder alternativer Tonträger), auf dem die Band Nightwish erstmals eine Version des Titels veröffentlichte, die Zeitdauer des Titels in Minuten und Sekunden auf dem genannten Album, das Jahr der Erstveröffentlichung und Anmerkungen zum Titel angegeben.
Der Autor oder die Autoren des jeweiligen Titels haben sowohl die Musik (M) komponiert als auch den Liedtext (T) geschrieben, sofern nicht anders angegeben. Auf den Tonträgern sowie in den meisten Datenbanken wird in der Regel die Band Nightwish als Verantwortliche für die Musik und die Aufnahmen angegeben, ohne die jeweils zu diesem Zeitpunkt zur Band gehörenden Mitglieder einzeln aufzuführen.
Die Tabelle ist per Voreinstellung alphabetisch nach dem Titel des Musikstücks sortiert. Darüber hinaus kann sie nach den anderen Spalten durch Anklicken der kleinen Pfeile im Tabellenkopf auf- oder absteigend sortiert werden.

## Liste der Lieder
| Titel                                                            | Album                                                          | Jahr | Gesang                                      | Autor / Autoren                                                    | Anmerkungen |
| ---------------------------------------------------------------- | -------------------------------------------------------------- | ---- | ------------------------------------------- | ------------------------------------------------------------------ | --- |
| 10th Man Down                                                    | Over the Hills and Far Away                                    | 2001 | Tarja Turunen, Tapio Wilska                 | Tuomas Holopainen                                                  | [ 1 ] |
| 7 Days to the Wolves                                             | Dark Passion Play                                              | 2007 | Anette Olzon                                | Marco Hietala, Tuomas Holopainen                                   | [ 2 ] |
| 7 Days to the Wolves                                             | Vehicle of Spirit                                              | 2015 | Floor Jansen                                | Marco Hietala, Tuomas Holopainen                                   | Live 2015\|11\|13                                                                                              |
| A Crackling Sphere                                               | Imaginaerum - The Score                                        | 2012 | Instrumental                                | Tuomas Holopainen                                                  | [ 3 ] |
| A Return to the Sea                                              | Walking In The Air - The Greatest Ballads                      | 2011 | Tarja Turunen                               | Emppu Vuorinen, Jukka Nevalainen, Tarja Turunen, Tuomas Holopainen | |
| All the Works of Nature which Adorn the World: Ad Astra          | Human. :\|\|: Nature.                                          | 2020 | Instrumental                                | Tuomas Holopainen                                                  | [ 4 ] |
| All the Works of Nature which Adorn the World: Ad Astra          | Virtual Live Show From The Islanders Arms DVD                  | 2021 | Instrumental                                | Tuomas Holopainen                                                  | Live 2021 |
| All the Works of Nature which Adorn the World: Anthropocene      | Human. :\|\|: Nature.                                          | 2020 | Instrumental                                | Tuomas Holopainen                                                  | [ 4 ] |
| All the Works of Nature which Adorn the World: Aurorae           | Human. :\|\|: Nature.                                          | 2020 | Instrumental                                | Tuomas Holopainen                                                  | [ 4 ] |
| All the Works of Nature which Adorn the World: Moors             | Human. :\|\|: Nature.                                          | 2020 | Instrumental                                | Tuomas Holopainen                                                  | [ 4 ] |
| All the Works of Nature which Adorn the World: Quiet as the Snow | Human. :\|\|: Nature.                                          | 2020 | Instrumental                                | Tuomas Holopainen                                                  | [ 4 ] |
| All the Works of Nature which Adorn the World: The Blue          | Human. :\|\|: Nature.                                          | 2020 | Instrumental                                | Tuomas Holopainen                                                  | [ 4 ] |
| All the Works of Nature which Adorn the World: The Green         | Human. :\|\|: Nature.                                          | 2020 | Instrumental                                | Tuomas Holopainen                                                  | [ 4 ] |
| All the Works of Nature which Adorn the World: Vista             | Human. :\|\|: Nature.                                          | 2020 | Instrumental                                | Tuomas Holopainen                                                  | [ 4 ] |
| All of Them                                                      | End of an Era                                                  | 2005 | Tarja Turunen                               | Hans Zimmer                                                        | Live 2005\|10\|21                                                                                              |
| Alpenglow                                                        | Endless Forms Most Beautiful                                   | 2015 | Floor Jansen                                | Tuomas Holopainen                                                  | [ 5 ] |
| Alpenglow                                                        | Virtual Live Show From The Islanders Arms DVD                  | 2021 | Floor Jansen                                | Tuomas Holopainen                                                  | Live 2021 |
| Amaranth                                                         | Dark Passion Play                                              | 2007 | Anette Olzon                                | Tuomas Holopainen                                                  | '''Erstveröffentlichung''' Amaranth '''Single-CD''' DEU # 16                                                   |
| Amaranth                                                         | Rock Werchter Festival DVD                                     | 2008 | Anette Olzon                                | Tuomas Holopainen                                                  | Live 2008 |
| Amaranth                                                         | Showtime, Storytime                                            | 2013 | Floor Jansen                                | Tuomas Holopainen                                                  | Live 2013\|08\|03                                                                                              |
| Angels Fall First                                                | Angels Fall First                                              | 1996 | Tarja Turunen                               | Emppu Vuorinen, Jukka Nevalainen, Tarja Turunen, Tuomas Holopainen | [ 7 ] |
| Arabesque                                                        | Imaginaerum                                                    | 2011 | Anette Olzon                                | Tuomas Holopainen                                                  | [ 8 ] |
| Arabesque                                                        | Endless Forms Most Beautiful                                   | 2015 | Floor Jansen                                | Tuomas Holopainen                                                  | [ 5 ] |
| Astral Romance                                                   | Angels Fall First                                              | 1996 | Tarja Turunen, Tony Kakko                   | Emppu Vuorinen, Jukka Nevalainen, Tarja Turunen, Tuomas Holopainen | [ 7 ] |
| Away                                                             | Over the Hills and Far Away                                    | 2001 | Tarja Turunen                               | Tuomas Holopainen                                                  | [ 1 ] |
| Bare Grace Misery                                                | Wishmaster                                                     | 2000 | Tarja Turunen                               | Emppu Vuorinen, Tuomas Holopainen                                  | [ 9 ] |
| Beauty and the Beast                                             | Angels Fall First                                              | 1996 | Tarja Turunen, Tony Kakko                   | Emppu Vuorinen, Jukka Nevalainen, Tarja Turunen, Tuomas Holopainen | [ 7 ] |
| Beauty of the Beast: 1. Long Lost Love                           | Century Child                                                  | 2002 | Tarja Turunen, Marco Hietala                | Marco Hietala                                                      | [ 10 ] |
| Beauty of the Beast: 2. One More Night to Live                   | Century Child                                                  | 2002 | Tarja Turunen, Marco Hietala                | Emppu Vuorinen, Tuomas Holopainen                                  | [ 10 ] |
| Beauty of the Beast: 3. Christabel                               | Century Child                                                  | 2002 | Tarja Turunen, Marco Hietala                | Tuomas Holopainen                                                  | [ 10 ] |
| Bless the Child                                                  | Century Child                                                  | 2002 | Tarja Turunen                               | Tuomas Holopainen                                                  | Single A-Seite DEU # 63                                                                                        |
| Bless the Child                                                  | Showtime, Storytime                                            | 2013 | Floor Jansen                                | Tuomas Holopainen                                                  | Live 2013\|08\|03                                                                                              |
| Bye Bye Beautiful                                                | Dark Passion Play                                              | 2007 | Anette Olzon                                | Tuomas Holopainen                                                  | Single A-Seite DEU # 35                                                                                        |
| Bye Bye Beautiful                                                | Rock Werchter Festival DVD                                     | 2008 | Anette Olzon                                | Tuomas Holopainen                                                  | Live 2021 |
| Cadence of Her Last Breath                                       | Dark Passion Play                                              | 2007 | Anette Olzon                                | Tuomas Holopainen                                                  | [ 2 ] |
| Christmas Song for a Lonely Documentarist                        | Showtime, Storytime                                            | 2013 | Floor Jansen                                |                                                                    | [ 6 ] |
| Come Cover Me                                                    | Wishmaster                                                     | 2000 | Tarja Turunen                               | Emppu Vuorinen, Tuomas Holopainen                                  | [ 9 ] |
| Crazy Train                                                      | Bless The Century Child Bootleg                                | 2001 | Tarja Turunen                               | Bob Daisley, Ozzy Osbourne, Randy Rhoads                           | Live 2001\|08\|28                                                                                              |
| Creek Mary's Blood                                               | Once                                                           | 2004 | Tarja Turunen, John Two-Hawks               | Tuomas Holopainen                                                  | [ 11 ] |
| Crimson Tide / Deep Blue Sea                                     | From Wishes To Eternity                                        | 2001 | Instrumental                                |                                                                    | Live 2001 |
| Crownless                                                        | Wishmaster                                                     | 2000 | Tarja Turunen                               | Emppu Vuorinen, Tuomas Holopainen                                  | [ 9 ] |
| Dare to Enter                                                    | Imaginaerum - The Score                                        | 2012 | Instrumental                                | Tuomas Holopainen                                                  | [ 3 ] |
| Dark Chest of Wonders                                            | Once                                                           | 2004 | Tarja Turunen                               | Tuomas Holopainen                                                  | [ 11 ] |
| Dark Chest of Wonders                                            | Rock Werchter Festival DVD                                     | 2008 | Anette Olzon                                | Tuomas Holopainen                                                  | Live 2008 |
| Dark Chest of Wonders                                            | Showtime, Storytime                                            | 2013 | Floor Jansen                                | Tuomas Holopainen                                                  | Live 2013\|08\|03                                                                                              |
| Dark Chest of Wonders                                            | Virtual Live Show From The Islanders Arms DVD                  | 2021 | Floor Jansen                                | Tuomas Holopainen                                                  | Live 2021 |
| Dead Boy's Poem                                                  | Wishmaster                                                     | 2000 | Tarja Turunen, Sam Hardwick                 | Emppu Vuorinen, Jukka Nevalainen, Tarja Turunen, Tuomas Holopainen | [ 9 ] |
| Dead Gardens                                                     | Once                                                           | 2004 | Tarja Turunen, Jouni Hynynen                | Tuomas Holopainen                                                  | [ 11 ] |
| Dead In The World                                                | Angel's Dream Bootleg                                          | 2004 | Tarja Turunen                               |                                                                    | Live 2004\|06\|05                                                                                              |
| Dead to the World                                                | Century Child                                                  | 2002 | Tarja Turunen, Marco Hietala                | Tuomas Holopainen                                                  | [ 10 ] |
| Dead to the World                                                | Rock Werchter Festival DVD                                     | 2008 | Anette Olzon                                | Tuomas Holopainen                                                  | Live 2008 |
| Deep Silent                                                      | Angel's Dream Bootleg                                          | 2004 | Tarja Turunen                               |                                                                    | Live 2004\|11\|27                                                                                              |
| Deep Silent Complete                                             | Wishmaster                                                     | 2000 | Tarja Turunen                               | Emppu Vuorinen, Jukka Nevalainen, Tarja Turunen, Tuomas Holopainen | Single A-Seite FIN # 3                                                                                         |
| Deeper Down                                                      | Imaginaerum - The Score                                        | 2012 | Anette Olzon                                | Marco Hietala, Tuomas Holopainen                                   | [ 3 ] |
| Devil & the Deep Dark Ocean                                      | Oceanborn                                                      | 1998 | Tarja Turunen, Tapio Wilska                 | Tuomas Holopainen                                                  | [ 12 ] |
| Don't Talk To Strangers                                          | The Beauty Of The Beast - Century Child Tour 2002-2003 Bootleg | 2003 | Tarja Turunen                               | Ronnie James Dio                                                   | Live 2003\|01\|11                                                                                              |
| Edema Ruh                                                        | Endless Forms Most Beautiful                                   | 2015 | Floor Jansen                                | Tuomas Holopainen                                                  | [ 5 ] |
| Élan                                                             | Endless Forms Most Beautiful                                   | 2015 | Floor Jansen                                | Tuomas Holopainen                                                  | '''Erstveröffentlichung''' Élan '''Single-CD''' DEU # 35                                                       |
| Élan                                                             | Virtual Live Show From The Islanders Arms DVD                  | 2021 | Floor Jansen                                | Tuomas Holopainen                                                  | Live 2021 |
| Elvenpath                                                        | Angels Fall First                                              | 1996 | Tarja Turunen                               | Emppu Vuorinen, Jukka Nevalainen, Tarja Turunen, Tuomas Holopainen | [ 7 ] |
| End of All Hope                                                  | Century Child                                                  | 2002 | Tarja Turunen                               | Tuomas Holopainen                                                  | [ 10 ] |
| Endless Forms Most Beautiful                                     | Endless Forms Most Beautiful                                   | 2015 | Floor Jansen                                | Tuomas Holopainen                                                  | Single A-Seite                                                                                                 |
| Endlessness                                                      | Human. :\|\|: Nature.                                          | 2020 | Floor Jansen                                | Tuomas Holopainen                                                  | [ 4 ] |
| Erämaan Viimeinen                                                | Erämaan Viimeinen Single-CD                                    | 2007 | Anette Olzon, Jonsu                         | Tuomas Holopainen                                                  | Single A-Seite FIN # 1                                                                                         |
| Escapist                                                         | Made In Hong Kong (And In Various Other Places)                | 2008 | Anette Olzon                                | Tuomas Holopainen                                                  | '''Erstveröffentlichung''' Bye Bye Beautiful '''Single-CD'''                                                   |
| Eva                                                              | Dark Passion Play                                              | 2007 | Anette Olzon                                | Tuomas Holopainen                                                  | '''Erstveröffentlichung''' Eva '''Single-CD''' FIN # 14                                                        |
| Ever Dream                                                       | Century Child                                                  | 2002 | Tarja Turunen, Marco Hietala                | Tuomas Holopainen                                                  | '''Erstveröffentlichung''' Ever Dream '''Single-CD''' FIN # 1                                                  |
| Ever Dream                                                       | Rock Werchter Festival DVD                                     | 2008 | Anette Olzon                                | Tuomas Holopainen                                                  | Live 2008 |
| Ever Dream                                                       | Showtime, Storytime                                            | 2013 | Floor Jansen                                | Tuomas Holopainen                                                  | Live 2013\|08\|03                                                                                              |
| Ever Dream                                                       | Virtual Live Show From The Islanders Arms DVD                  | 2021 | Floor Jansen                                | Tuomas Holopainen                                                  | Live 2021 |
| Fantasmatic Part 3                                               | Over the Hills and Far Away                                    | 2001 | Tarja Turunen                               |                                                                    | Live 2001 |
| FantasMic                                                        | Wishmaster                                                     | 2000 | Tarja Turunen                               | Tuomas Holopainen                                                  | [ 9 ] |
| FantasMic Part 3                                                 | From Wishes to Eternity                                        | 2001 | Tarja Turunen                               |                                                                    | Live 2000\|12\|29                                                                                              |
| Feel for You                                                     | Century Child                                                  | 2002 | Tarja Turunen, Marco Hietala                | Tuomas Holopainen                                                  | [ 10 ] |
| Find Your Story                                                  | Imaginaerum - The Score                                        | 2012 | Instrumental                                | Tuomas Holopainen                                                  | [ 3 ] |
| For the Heart I Once Had                                         | Dark Passion Play                                              | 2007 | Anette Olzon                                | Tuomas Holopainen                                                  | [ 2 ] |
| Forever Yours                                                    | Century Child                                                  | 2002 | Tarja Turunen                               | Tuomas Holopainen                                                  | [ 10 ] |
| From G to E Minor                                                | Imaginaerum - The Score                                        | 2012 | Instrumental                                | Tuomas Holopainen                                                  | [ 3 ] |
| Gethsemane                                                       | Oceanborn                                                      | 1998 | Tarja Turunen                               | Tuomas Holopainen                                                  | [ 12 ] |
| Ghost Love Score                                                 | Once                                                           | 2004 | Tarja Turunen                               | Tuomas Holopainen                                                  | [ 11 ] |
| Ghost Love Score                                                 | Showtime, Storytime                                            | 2012 | Floor Jansen                                | Tuomas Holopainen                                                  | Live 2012\|12\|14                                                                                              |
| Ghost Love Score                                                 | Virtual Live Show From The Islanders Arms DVD                  | 2021 | Floor Jansen                                | Tuomas Holopainen                                                  | Live 2021 |
| Ghost River                                                      | Imaginaerum                                                    | 2011 | Anette Olzon, Marco Hietala                 | Tuomas Holopainen                                                  | [ 8 ] |
| Ghost River                                                      | Showtime, Storytime                                            | 2013 | Floor Jansen                                | Tuomas Holopainen                                                  | Live 2013\|08\|03                                                                                              |
| Harvest                                                          | Human. :\|\|: Nature.                                          | 2020 | Floor Jansen                                | Tuomas Holopainen                                                  | [ 4 ] |
| Harvest                                                          | Virtual Live Show From The Islanders Arms DVD                  | 2021 | Floor Jansen                                | Tuomas Holopainen                                                  | Live 2021 |
| Heart Lying Still                                                | Imaginaerum - The Score                                        | 2012 | Instrumental                                | Tuomas Holopainen                                                  | [ 3 ] |
| Hey Buddy                                                        | Imaginaerum - The Score                                        | 2012 | Instrumental                                | Tuomas Holopainen                                                  | [ 3 ] |
| High Hopes                                                       | Highest Hopes - The Best of Nightwish                          | 2005 | Tarja Turunen                               | David Gilmour, Polly Samson                                        | Live 2005 |
| Higher Than Hope                                                 | Once                                                           | 2004 | Tarja Turunen, Marco Hietala                | Marco Hietala, Tuomas Holopainen                                   | Single A-Seite DEU # 36                                                                                        |
| How's the Heart?                                                 | Human. :\|\|: Nature.                                          | 2020 | Floor Jansen                                | Tuomas Holopainen                                                  | [ 4 ] |
| How's the Heart?                                                 | Virtual Live Show From The Islanders Arms DVD                  | 2021 | Floor Jansen                                | Tuomas Holopainen                                                  | Live 2021 |
| I Have to Let You Go                                             | Imaginaerum - The Score                                        | 2012 | Instrumental                                | Tuomas Holopainen                                                  | [ 3 ] |
| I Want My Tears Back                                             | Imaginaerum                                                    | 2011 | Anette Olzon, Marco Hietala                 | Tuomas Holopainen                                                  | [ 8 ] |
| I Want My Tears Back                                             | Showtime, Storytime                                            | 2012 | Floor Jansen                                | Tuomas Holopainen                                                  | Live 2012 |
| I Want My Tears Back                                             | Virtual Live Show From The Islanders Arms DVD                  | 2021 | Floor Jansen                                | Tuomas Holopainen                                                  | Live 2021 |
| Imaginaerum                                                      | Imaginaerum                                                    | 2011 | Instrumental                                | Pip Williams, Tuomas Holopainen                                    | [ 8 ] |
| In Between The Bye Byes                                          | Dark Passion Play                                              | 2007 | Anette Olzon                                |                                                                    | [ 2 ] |
| Intro                                                            | The Beauty Of The Beast - Century Child Tour 2002-2003 Bootleg | 2000 | Instrumental                                |                                                                    | Live 2000\|10\|14                                                                                              |
| Intro                                                            | Virtual Live Show From The Islanders Arms                      | 2021 | Instrumental                                |                                                                    | Live 2021 |
| Know Why the Nightingale Sings                                   | Angels Fall First                                              | 1996 | Tarja Turunen                               | Emppu Vuorinen, Jukka Nevalainen, Tarja Turunen, Tuomas Holopainen | [ 7 ] |
| Kuolema Tekee Taiteilijan                                        | Once                                                           | 2004 | Tarja Turunen                               | Tuomas Holopainen                                                  | Single A-Seite FIN # 1                                                                                         |
| Lagoon                                                           | Tales From The Elvenpath                                       | 2002 | Tarja Turunen                               | Tuomas Holopainen                                                  | '''Erstveröffentlichung''' Bless The Child '''Single-CD'''                                                     |
| Lappi (Lapland): 1. Erämaajärvi                                  | Angels Fall First                                              | 1996 | Tarja Turunen                               | Emppu Vuorinen, Jukka Nevalainen, Tarja Turunen, Tuomas Holopainen | [ 7 ] |
| Lappi (Lapland): 2. Witchdrums                                   | Angels Fall First                                              | 1996 | Instrumental                                | Emppu Vuorinen, Jukka Nevalainen, Tarja Turunen, Tuomas Holopainen | [ 7 ] |
| Lappi (Lapland): 3. This Moment is Eternity                      | Angels Fall First                                              | 1996 | Tarja Turunen                               | Emppu Vuorinen, Jukka Nevalainen, Tarja Turunen, Tuomas Holopainen | [ 7 ] |
| Lappi (Lapland): 4. Etiäinen                                     | Angels Fall First                                              | 1996 | Tarja Turunen                               | Emppu Vuorinen, Jukka Nevalainen, Tarja Turunen, Tuomas Holopainen | Demo |
| Last of the Wilds                                                | Dark Passion Play                                              | 2007 | Anette Olzon, Troy Donockley                | Tuomas Holopainen                                                  | [ 2 ] |
| Last of the Wilds                                                | Showtime, Storytime                                            | 2013 | Floor Jansen                                | Tuomas Holopainen                                                  | Live 2013\|08\|03                                                                                              |
| Last Ride of the Day                                             | Dark Passion Play                                              | 2007 | Anette Olzon, Troy Donockley                | Tuomas Holopainen                                                  | [ 2 ] |
| Last Ride of the Day                                             | Endless Forms Most Beautiful                                   | 2015 | Floor Jansen, Tony Kakko                    | Tuomas Holopainen                                                  | [ 5 ] |
| Last Ride of the Day                                             | Virtual Live Show From The Islanders Arms DVD                  | 2021 | Floor Jansen                                | Tuomas Holopainen                                                  | Live 2021 |
| Live to Tell the Tale                                            | Once                                                           | 2004 | Tarja Turunen                               | Tuomas Holopainen                                                  | [ 11 ] |
| Making Of                                                        | Imaginaerum By Nightwish                                       | 2013 | Anette Olzon                                |                                                                    | |
| Master Passion Greed                                             | Dark Passion Play                                              | 2007 | Anette Olzon                                | Tuomas Holopainen                                                  | [ 2 ] |
| Meadows of Heaven                                                | Dark Passion Play                                              | 2007 | Anette Olzon                                | Tuomas Holopainen                                                  | [ 2 ] |
| Meadows of Heaven                                                | Dark Passion Play                                              | 2007 | Marco Hietala                               | Tuomas Holopainen                                                  | Orchestral |
| Moondance                                                        | Oceanborn                                                      | 1998 | Instrumental                                | Tuomas Holopainen                                                  | [ 12 ] |
| Music                                                            | Human. :\|\|: Nature.                                          | 2020 | Floor Jansen                                | Tuomas Holopainen                                                  | [ 4 ] |
| My Walden                                                        | Endless Forms Most Beautiful                                   | 2015 | Floor Jansen                                | Marco Hietala, Tuomas Holopainen                                   | Single A-Seite                                                                                                 |
| Nemo                                                             | Once                                                           | 2004 | Tarja Turunen                               | Tuomas Holopainen                                                  | '''Erstveröffentlichung''' Nemo '''Single-CD''' DEU # 6                                                        |
| Nemo                                                             | Rock Werchter Festival DVD                                     | 2008 | Anette Olzon                                | Tuomas Holopainen                                                  | Live 2008 |
| Nemo                                                             | Showtime, Storytime                                            | 2013 | Floor Jansen                                | Tuomas Holopainen                                                  | Live 2013\|08\|03                                                                                              |
| Nemo                                                             | Virtual Live Show From The Islanders Arms DVD                  | 2021 | Floor Jansen                                | Tuomas Holopainen                                                  | Live 2021 |
| Nightquest                                                       | Tales From The Elvenpath                                       | 1999 | Tarja Turunen                               | Emppu Vuorinen, Tuomas Holopainen                                  | '''Erstveröffentlichung''' Walking in the Air '''Single-CD'''                                                  |
| Nightwish                                                        | Angels Fall First                                              | 1997 | Tarja Turunen                               | Emppu Vuorinen, Jukka Nevalainen, Tarja Turunen, Tuomas Holopainen | Demo Acoustic                                                                                                  |
| Nightwish Table Hockey Tournament                                | Showtime, Storytime                                            | 2013 | Floor Jansen                                |                                                                    | [ 6 ] |
| Noise                                                            | Human. :\|\|: Nature.                                          | 2020 | Floor Jansen                                | Tuomas Holopainen                                                  | [ 4 ] |
| Noise                                                            | Virtual Live Show From The Islanders Arms - DVD                | 2021 | Floor Jansen                                | Tuomas Holopainen                                                  | Live 2021 https://www.discogs.com/de/release/22644185-Nightwish-Virtual-Live-Show-From-The-Islanders-Arms-2021 |
| Nymphomaniac Fantasia                                            | Angels Fall First                                              | 1996 | Tarja Turunen                               | Emppu Vuorinen, Jukka Nevalainen, Tarja Turunen, Tuomas Holopainen | [ 7 ] |
| Ocean Soul                                                       | Century Child                                                  | 2002 | Tarja Turunen                               | Tuomas Holopainen                                                  | [ 10 ] |
| Once Upon a Troubadour                                           | Angels Fall First                                              | 1997 | Tarja Turunen, Tuomas Holopainen            | Emppu Vuorinen, Jukka Nevalainen, Tarja Turunen, Tuomas Holopainen | [ 7 ] |
| Orphanage Airlines                                               | Imaginaerum - The Score                                        | 2012 | Instrumental                                | Tuomas Holopainen                                                  | [ 3 ] |
| Our Decades in the Sun                                           | Endless Forms Most Beautiful                                   | 2015 | Floor Jansen                                | Marco Hietala, Tuomas Holopainen                                   | [ 5 ] |
| Outro                                                            | Bless The Century Child Bootleg                                | 2001 | Tarja Turunen                               |                                                                    | Live 2001\|08\|28                                                                                              |
| Over The Hills And Far Away                                      | Over the Hills and Far Away                                    | 2001 | Tarja Turunen                               | Gary Moore                                                         | Single A-Seite FIN # 1                                                                                         |
| Pan                                                              | Human. :\|\|: Nature.                                          | 2020 | Floor Jansen                                | Tuomas Holopainen                                                  | [ 4 ] |
| Pan                                                              | Virtual Live Show From The Islanders Arms DVD                  | 2021 | Floor Jansen                                | Tuomas Holopainen                                                  | Live 2021 |
| Passion and the Opera                                            | Oceanborn                                                      | 1998 | Tarja Turunen                               | Tuomas Holopainen                                                  | [ 12 ] |
| Perfume Of The Timeless                                          | Yesterwynde                                                    | 2024 | Floor Jansen, Troy Donockley                | Tuomas Holopainen                                                  | [] ""Erstveröffentlichung""; Album "Yesterwynde"" Erscheinungsdatum: 21.09.2024                                |
| Planet Hell                                                      | Once                                                           | 2004 | Tarja Turunen, Marco Hietala                | Tuomas Holopainen                                                  | '''Erstveröffentlichung''' Nemo '''Single-CD'''                                                                |
| Planet Hell                                                      | Endless Forms Most Beautiful                                   | 2015 | Floor Jansen                                | Tuomas Holopainen                                                  | [ 5 ] |
| Planet Hell                                                      | Virtual Live Show From The Islanders Arms DVD                  | 2021 | Floor Jansen                                | Tuomas Holopainen                                                  | Live 2021 |
| Procession                                                       | Human. :\|\|: Nature.                                          | 2020 | Floor Jansen                                | Tuomas Holopainen                                                  | [ 4 ] |
| Reach                                                            | Amaranth Single-CD                                             | 2007 | Anette Olzon                                | Tuomas Holopainen                                                  | Amaranth Demo Version                                                                                          |
| Red Warrior                                                      | End of an Era                                                  | 2005 | Tarja Turunen                               | Hans Zimmer                                                        | Live 2005\|10\|21 Intro                                                                                        |
| Rest Calm                                                        | Imaginaerum                                                    | 2011 | Anette Olzon, Marco Hietala                 | Tuomas Holopainen                                                  | [ 8 ] |
| Romanticide                                                      | Once                                                           | 2004 | Tarja Turunen, Marco Hietala                | Marco Hietala, Tuomas Holopainen                                   | [ 11 ] |
| Romanticide                                                      | Showtime, Storytime                                            | 2013 | Floor Jansen                                | Marco Hietala, Tuomas Holopainen                                   | Live 2013\|08\|03                                                                                              |
| Sacrament of Wilderness                                          | Oceanborn                                                      | 1998 | Tarja Turunen                               | Emppu Vuorinen, Tuomas Holopainen                                  | Single A-Seite FIN # 1                                                                                         |
| Sagan                                                            | Élan Single-CD                                                 | 2015 | Floor Jansen                                | Tuomas Holopainen                                                  | |
| Sahara                                                           | Dark Passion Play                                              | 2007 | Anette Olzon                                | Tuomas Holopainen                                                  | [ 2 ] |
| Sahara                                                           | Rock Werchter Festival DVD                                     | 2008 | Anette Olzon                                | Tuomas Holopainen                                                  | Live 2008 |
| Sahara                                                           | Vehicle of Spirit                                              | 2016 | Floor Jansen                                | Tuomas Holopainen                                                  | Live 2016\|03\|23                                                                                              |
| Scaretale                                                        | Imaginaerum                                                    | 2011 | Anette Olzon, Marco Hietala                 | Tuomas Holopainen                                                  | [ 8 ] |
| She Is My Sin                                                    | Wishmaster                                                     | 2000 | Tarja Turunen                               | Tuomas Holopainen                                                  | [ 9 ] |
| She Is My Sin                                                    | Showtime, Storytime                                            | 2013 | Floor Jansen                                | Tuomas Holopainen                                                  | Live 2013\|08\|03                                                                                              |
| Shoemaker                                                        | Human. :\|\|: Nature.                                          | 2020 | Wiliam Shakespeare                          | Tuomas Holopainen                                                  | [ 4 ] |
| Shudder Before the Beautiful                                     | Endless Forms Most Beautiful                                   | 2015 | Floor Jansen                                | Tuomas Holopainen                                                  | [ 5 ] |
| Slaying the Dreamer                                              | Century Child                                                  | 2002 | Tarja Turunen, Marco Hietala                | Emppu Vuorinen, Tuomas Holopainen                                  | [ 10 ] |
| Sleeping Sun                                                     | Oceanborn                                                      | 1998 | Tarja Turunen                               | Tuomas Holopainen                                                  | '''Erstveröffentlichung''' Sleeping Sun '''Single-CD''' DEU # 34                                               |
| Sleeping Sun                                                     | Oceanborn                                                      | 2005 | Tarja Turunen                               | Tuomas Holopainen                                                  | Neu |
| Sleeping Sun                                                     | Rock Werchter Festival DVD                                     | 2008 | Anette Olzon                                | Tuomas Holopainen                                                  | Live 2008 |
| Sleeping Sun                                                     | Vehicle of Spirit                                              | 2015 | Floor Jansen                                | Tuomas Holopainen                                                  | Live 2015\|07\|12                                                                                              |
| Sleeping Sun                                                     | Virtual Live Show From The Islanders Arms DVD                  | 2021 | Floor Jansen                                | Tuomas Holopainen                                                  | Live 2021 |
| Sleepwalker                                                      | Wishmaster                                                     | 2000 | Tarja Turunen                               | Tuomas Holopainen                                                  | [ 9 ] |
| Slow, Love, Slow                                                 | Imaginaerum                                                    | 2011 | Anette Olzon, Marco Hietala                 | Tuomas Holopainen                                                  | [ 8 ] |
| Song of Myself: 1. From a Dusty Bookshelf                        | Imaginaerum                                                    | 2011 | Anette Olzon, Marco Hietala, Troy Donockley | Tuomas Holopainen                                                  | [ 8 ] |
| Song of Myself: 2. All That Great Heart Lying Still              | Imaginaerum                                                    | 2011 | Anette Olzon, Marco Hietala, Troy Donockley | Tuomas Holopainen                                                  | [ 8 ] |
| Song of Myself: 3. Piano Black                                   | Imaginaerum                                                    | 2011 | Anette Olzon, Marco Hietala, Troy Donockley | Tuomas Holopainen                                                  | [ 8 ] |
| Song of Myself: 4. Love                                          | Imaginaerum                                                    | 2011 | Anette Olzon, Marco Hietala, Troy Donockley | Tuomas Holopainen                                                  | [ 8 ] |
| Song of Myself                                                   | Showtime, Storytime                                            | 2013 | Floor Jansen                                | Tuomas Holopainen                                                  | Live 2013\|08\|03                                                                                              |
| Spying in the Doorway                                            | Imaginaerum - The Score                                        | 2012 | Instrumental                                | Tuomas Holopainen                                                  | [ 3 ] |
| Stargazers                                                       | Oceanborn                                                      | 1998 | Tarja Turunen                               | Tuomas Holopainen                                                  | [ 12 ] |
| Stargazers                                                       | Endless Forms Most Beautiful                                   | 2015 | Floor Jansen                                | Tuomas Holopainen                                                  | Live 2015 |
| Stone People                                                     | End of an Era                                                  | 2005 | Tarja Turunen, John Two-Hawks               | John Two-Hawks                                                     | Live 2005\|10\|21                                                                                              |
| Storytime                                                        | Imaginaerum                                                    | 2011 | Anette Olzon                                | Tuomas Holopainen                                                  | '''Erstveröffentlichung''' Storytime '''Single-CD''' DEU # 39                                                  |
| Storytime                                                        | Showtime, Storytime                                            | 2013 | Floor Jansen                                | Tuomas Holopainen                                                  | Live 2013\|08\|03                                                                                              |
| Storytime                                                        | Virtual Live Show From The Islanders Arms DVD                  | 2021 | Floor Jansen                                | Tuomas Holopainen                                                  | Live 2021 |
| Sundown                                                          | Imaginaerum - The Score                                        | 2012 | Anette Olzon                                | Tuomas Holopainen                                                  | [ 3 ] |
| Swanheart                                                        | Oceanborn                                                      | 1998 | Tarja Turunen                               | Emppu Vuorinen, Jukka Nevalainen, Tarja Turunen, Tuomas Holopainen | [ 12 ] |
| Symphony Of Destruction                                          | Kuolema Tekee Taiteilijan Single-CD                            | 2004 | Tarja Turunen                               | Dave Mustaine                                                      | Live 2004 |
| Taikatalvi (Winter Magic)                                        | Imaginaerum                                                    | 2011 | Anette Olzon, Marco Hietala                 | Tuomas Holopainen                                                  | [ 8 ] |
| The Carpenter                                                    | Angels Fall First                                              | 1996 | Tarja Turunen                               | Emppu Vuorinen, Jukka Nevalainen, Tarja Turunen, Tuomas Holopainen | Single A-Seite FIN # 3                                                                                         |
| The Crow, the Owl and the Dove                                   | Imaginaerum                                                    | 2011 | Anette Olzon, Marco Hietala, Troy Donockley | Marco Hietala                                                      | Single A-Seite DEU # 82                                                                                        |
| The Escapist                                                     | Dark Passion Play                                              | 2007 | Anette Olzon                                | Tuomas Holopainen                                                  | [ 2 ] |
| The Eyes of Sharbat Gula                                         | Endless Forms Most Beautiful                                   | 2015 | Floor Jansen                                | Tuomas Holopainen                                                  | Orchestral |
| The Forever Moments                                              | Angels Fall First                                              | 1997 | Tarja Turunen                               | Emppu Vuorinen, Jukka Nevalainen, Tarja Turunen, Tuomas Holopainen | Demo Acoustic                                                                                                  |
| The Greatest Show on Earth                                       | Virtual Live Show From The Islanders Arms DVD                  | 2021 | Floor Jansen                                | Marco Hietala, Tuomas Holopainen                                   | Live 2021 |
| The Greatest Show on Earth: 1. Four Point Six                    | Endless Forms Most Beautiful                                   | 2015 | Floor Jansen                                | Tuomas Holopainen                                                  | [ 5 ] |
| The Greatest Show on Earth: 2. Life                              | Endless Forms Most Beautiful                                   | 2015 | Floor Jansen                                | Tuomas Holopainen                                                  | [ 5 ] |
| The Greatest Show on Earth: 3. The Toolmaker                     | Endless Forms Most Beautiful                                   | 2015 | Floor Jansen                                | Marco Hietala, Tuomas Holopainen                                   | [ 5 ] |
| The Greatest Show on Earth: 4. The Understanding                 | Endless Forms Most Beautiful                                   | 2015 | Floor Jansen                                | Tuomas Holopainen                                                  | [ 5 ] |
| The Greatest Show on Earth: 5. Sea-Worn Driftwood                | Endless Forms Most Beautiful                                   | 2015 | Floor Jansen                                | Tuomas Holopainen                                                  | [ 5 ] |
| The Heart Asks Pleasure First                                    | The Crow, The Owl And The Dove Single-CD                       | 2012 | Anette Olzon                                | Michael Nymann, Tuomas Holopainen                                  | Theme From The Piano                                                                                           |
| The Islander                                                     | Dark Passion Play                                              | 2007 | Anette Olzon, Troy Donockley                | Marco Hietala, Tuomas Holopainen                                   | Single A-Seite FIN # 1                                                                                         |
| The Islander                                                     | Vehicle of Spirit                                              | 2015 | Floor Jansen                                | Marco Hietala, Tuomas Holopainen                                   | Live 2015\|07\|31                                                                                              |
| The Kinslayer                                                    | Wishmaster                                                     | 2000 | Tarja Turunen, Ike Vil, Tuomas Holopainen   | Tuomas Holopainen                                                  | [ 9 ] |
| The Owl And The Dove                                             | Trials Of Imaginaerum Single-CD                                | 2012 | Anette Olzon                                |                                                                    | Demo |
| The Phantom of the Opera                                         | Century Child                                                  | 2002 | Tarja Turunen, Marco Hietala                | Andrew Lloyd Webber, Charles Hart, Richard Stilgoe                 | '''Erstveröffentlichung''' Ever Dream '''Single-CD'''                                                          |
| The Phantom of the Opera                                         | The Phantom of the Opera Single-Digital                        | 2022 | Floor Jansen, Henk Poort                    | Andrew Lloyd Webber, Charles Hart, Richard Stilgoe                 | Live, Ziggo Dome, Amsterdam, Holland, 27.11.2022 1                                                             |
| The Pharaoh Sails to Orion                                       | Oceanborn                                                      | 1998 | Tarja Turunen, Tapio Wilska                 | Tuomas Holopainen                                                  | [ 12 ] |
| The Poet and the Pendulum: 1. White Lands of Empathica           | Dark Passion Play                                              | 2007 | Anette Olzon, Guy Elliott                   | Tuomas Holopainen                                                  | [ 2 ] |
| The Poet and the Pendulum: 1. White Lands of Empathica           | Dark Passion Play                                              | 2007 | Marco Hietala                               | Tuomas Holopainen                                                  | Demo |
| The Poet and the Pendulum: 2. Home                               | Dark Passion Play                                              | 2007 | Anette Olzon, Guy Elliott                   | Tuomas Holopainen                                                  | [ 2 ] |
| The Poet and the Pendulum: 2. Home                               | Dark Passion Play                                              | 2007 | Marco Hietala                               | Tuomas Holopainen                                                  | Demo |
| The Poet and the Pendulum: 3. The Pacific                        | Dark Passion Play                                              | 2007 | Anette Olzon, Guy Elliott                   | Tuomas Holopainen                                                  | [ 2 ] |
| The Poet and the Pendulum: 3. The Pacific                        | Dark Passion Play                                              | 2007 | Marco Hietala                               | Tuomas Holopainen                                                  | Demo |
| The Poet and the Pendulum: 4. Dark Passion Play                  | Dark Passion Play                                              | 2007 | Anette Olzon, Guy Elliott                   | Tuomas Holopainen                                                  | [ 2 ] |
| The Poet and the Pendulum: 4. Dark Passion Play                  | Dark Passion Play                                              | 2007 | Marco Hietala                               | Tuomas Holopainen                                                  | Demo |
| The Poet and the Pendulum: 5. Mother and Father                  | Dark Passion Play                                              | 2007 | Anette Olzon, Guy Elliott                   | Tuomas Holopainen                                                  | [ 2 ] |
| The Poet and the Pendulum: 5. Mother and Father                  | Dark Passion Play                                              | 2007 | Marco Hietala                               | Tuomas Holopainen                                                  | Demo |
| The Poet and the Pendulum                                        | Vehicle of Spirit                                              | 2015 | Floor Jansen                                | Tuomas Holopainen                                                  | Live 2015\|10\|15                                                                                              |
| The Riddler                                                      | Oceanborn                                                      | 1998 | Tarja Turunen                               | Tuomas Holopainen                                                  | [ 12 ] |
| The Siren                                                        | Once                                                           | 2004 | Tarja Turunen, Marco Hietala                | Emppu Vuorinen, Tuomas Holopainen                                  | Single A-Seite DEU # 51                                                                                        |
| The Siren                                                        | Rock Werchter Festival DVD                                     | 2008 | Anette Olzon                                | Emppu Vuorinen, Tuomas Holopainen                                  | Live 2008 |
| The Trooper                                                      | End of an Era                                                  | 2005 | Tarja Turunen                               | Steve Harris                                                       | Live 2005\|10\|21                                                                                              |
| The Wayfarer                                                     | Ever Dream Single-CD                                           | 2002 | Tarja Turunen                               | Tuomas Holopainen                                                  | |
| Tribal                                                           | Human. :\|\|: Nature.                                          | 2020 | Floor Jansen                                | Tuomas Holopainen                                                  | [ 4 ] |
| Turn Loose the Mermaids                                          | Imaginaerum                                                    | 2011 | Anette Olzon                                | Tuomas Holopainen                                                  | [ 8 ] |
| Tutankhamen                                                      | Angels Fall First                                              | 1996 | Tarja Turunen                               | Emppu Vuorinen, Jukka Nevalainen, Tarja Turunen, Tuomas Holopainen | [ 7 ] |
| Two for Tragedy                                                  | Wishmaster                                                     | 2000 | Tarja Turunen                               | Tuomas Holopainen                                                  | [ 9 ] |
| Undertow                                                         | Imaginaerum - The Score                                        | 2012 | Instrumental                                | Tuomas Holopainen                                                  | [ 3 ] |
| Walking in the Air                                               | Oceanborn                                                      | 1998 | Tarja Turunen                               | Howard Blake                                                       | Single A-Seite FIN # 1                                                                                         |
| Wanderlust                                                       | Wishmaster                                                     | 2000 | Tarja Turunen                               | Tuomas Holopainen                                                  | [ 9 ] |
| Weak Fantasy                                                     | Endless Forms Most Beautiful                                   | 2015 | Floor Jansen                                | Marco Hietala, Tuomas Holopainen                                   | [ 5 ] |
| Where Were You Last Night                                        | Wish I Had An Angel Single-CD                                  | 2004 | Tarja Turunen                               | Ankie Bagger                                                       | |
| While Your Lips Are Still Red                                    | Made In Hong Kong (And In Various Other Places)                | 2007 | Anette Olzon                                | Marco Hietala, Tuomas Holopainen                                   | '''Erstveröffentlichung''' Amaranth '''Single-CD'''                                                            |
| While Your Lips Are Still Red                                    | Vehicle of Spirit                                              | 2015 | Floor Jansen                                | Marco Hietala, Tuomas Holopainen                                   | Live 2015\|12\|19                                                                                              |
| White Night Fantasy                                              | Nemo Single-CD                                                 | 2004 | Tarja Turunen                               | Tuomas Holopainen                                                  | |
| Whoever Brings the Night                                         | Dark Passion Play                                              | 2007 | Anette Olzon                                | Emppu Vuorinen, Tuomas Holopainen                                  | [ 2 ] |
| Whoever Brings the Night                                         | Rock Werchter Festival DVD                                     | 2008 | Anette Olzon                                | Emppu Vuorinen, Tuomas Holopainen                                  | Live 2008 |
| Wild Child                                                       | End of Innocence                                               | 2003 | Marco Hietala                               | Blackie Lawless, Chris Holmes                                      | Live 2003\|07\|04                                                                                              |
| Wish I Had an Angel                                              | Once                                                           | 2004 | Tarja Turunen, Marco Hietala                | Tuomas Holopainen                                                  | [ 11 ] |
| Wish I Had an Angel                                              | Rock Werchter Festival DVD                                     | 2008 | Anette Olzon                                | Tuomas Holopainen                                                  | Live 2008 |
| Wish I Had an Angel                                              | Showtime, Storytime                                            | 2013 | Floor Jansen                                | Tuomas Holopainen                                                  | Live 2013\|08\|03                                                                                              |
| Wishmaster                                                       | Wishmaster                                                     | 2000 | Tarja Turunen                               | Tuomas Holopainen                                                  | [ 9 ] |
| Wonderfields                                                     | Imaginaerum - The Score                                        | 2012 | Instrumental                                | Tuomas Holopainen                                                  | [ 3 ] |
| Yours Is an Empty Hope                                           | Endless Forms Most Beautiful                                   | 2015 | Floor Jansen                                | Marco Hietala, Tuomas Holopainen                                   | [ 5 ] |

## Belege
1. 1 2 3 4  
Nightwish – Over the Hills and Far Away, EP auf discogs.com; abgerufen am 23. Juli 2020.
2. 1 2 3 4 5 6 7 8 9 10 11 12 13 14 15 16 17 18 19 20 21  
Nightwish – Dark Passion Play, Album auf discogs.com; abgerufen am 23. Juli 2020.
3. 1 2 3 4 5 6 7 8 9 10 11 12 13  
Nightwish – Imaginaerum (The Score), Album auf discogs.com; abgerufen am 23. Juli 2020.
4. 1 2 3 4 5 6 7 8 9 10 11 12 13 14 15 16 17  
Nightwish – Human. :||: Nature., Album auf discogs.com; abgerufen am 23. Juli 2020.
5. 1 2 3 4 5 6 7 8 9 10 11 12 13 14 15 16 17 18 19  
Nightwish – Endless Forms Most Beautiful, Album auf discogs.com; abgerufen am 23. Juli 2020.
6. 1 2 3 4 5 6 7 8 9 10 11 12 13 14 15 16  
Nightwish – Showtime, Storytime, Album auf discogs.com; abgerufen am 23. Juli 2020.
7. 1 2 3 4 5 6 7 8 9 10 11 12 13 14 15  
Nightwish – Angels Fall First, Album auf discogs.com; abgerufen am 23. Juli 2020.
8. 1 2 3 4 5 6 7 8 9 10 11 12 13 14 15  
Nightwish – Imaginaerum, Album auf discogs.com; abgerufen am 23. Juli 2020.
9. 1 2 3 4 5 6 7 8 9 10 11 12  
Nightwish – Wishmaster, Album auf discogs.com; abgerufen am 23. Juli 2020.
10. 1 2 3 4 5 6 7 8 9 10 11 12  
Nightwish – Century Child, Album auf discogs.com; abgerufen am 23. Juli 2020.
11. 1 2 3 4 5 6 7 8 9 10 11 12  
Nightwish – Once, Album auf discogs.com; abgerufen am 23. Juli 2020.
12. 1 2 3 4 5 6 7 8 9 10 11  
Nightwish – Oceanborn, Album auf discogs.com; abgerufen am 23. Juli 2020.